# 下中妻村
下中妻村（しもなかつまむら）は茨城県東茨城郡にかつて存在した村である。

## 地理
- 旧内原町の北西部、現在の水戸市の西部に位置する。
- 村内には涸沼川の支流が流れている。
- 村域はほとんど台地になっている。

## 歴史
村名はかつて存在した中妻郷に由来する。

### 村域の変遷
- 1889年（明治22年）4月1日 - 町村制施行により、小林村・内原村・中原村・三湯村・杉崎村が合併し東茨城郡鯉淵村が発足。
- 1949年（昭和24年）
  - 大字小林の一部が大原村大字小原に編入。
  - 大原村大字小原の一部が大字小林に編入。
- 1955年（昭和30年）2月11日 - 中妻村・鯉淵村（鯉淵・五平の一部を除く）と合併し内原村が発足。同日下中妻村廃止。
- 1965年（昭和40年）1月1日 - 内原村が町制施行し、内原町になる。
- 2005年（平成17年）2月1日 - 内原町が水戸市に編入される。

変遷表
| 1868年 以前 | 1868年 以前   | 明治22年 4月1日 | 昭和24年        | 昭和30年 | 昭和30年 | 昭和40年 1月1日 | 平成17年 2月1日 | 平成18年 3月19日 | 現在   |
| 1868年 以前 | 1868年 以前   | 明治22年 4月1日 | 昭和24年        | 1月15日  | 2月11日  | 昭和40年 1月1日 | 平成17年 2月1日 | 平成18年 3月19日 | 現在   |
| ----------- | ------------- | --------------- | --------------- | -------- | -------- | --------------- | --------------- | ---------------- | ------ |
|             | 小林村        | 下中妻村        | 大原村 に編入   | 友部町   | 友部町   | 友部町          | 友部町          | 笠間市           | 笠間市 |
|             | 小林村        | 下中妻村        | 下中妻村        | 下中妻村 | 内原村   | 町制            | 水戸市 に編入   | 水戸市           | 水戸市 |
|             | 小原村 の一部 | 西茨城郡 大原村 | 下中妻村 に編入 | 下中妻村 | 内原村   | 町制            | 水戸市 に編入   | 水戸市           | 水戸市 |
|             | 内原村        | 下中妻村        | 下中妻村        | 下中妻村 | 内原村   | 町制            | 水戸市 に編入   | 水戸市           | 水戸市 |
|             | 中原村        | 下中妻村        | 下中妻村        | 下中妻村 | 内原村   | 町制            | 水戸市 に編入   | 水戸市           | 水戸市 |
|             | 三湯村        | 下中妻村        | 下中妻村        | 下中妻村 | 内原村   | 町制            | 水戸市 に編入   | 水戸市           | 水戸市 |

## 大字
- 小林（こばやし）
- 内原（うちはら）
- 中原（なかはら）
- 三湯（みゆ）
- 杉崎（すぎさき）

## 人口・世帯

### 人口
総数 [単位： 人]
| 1891年（明治24年） | 1,858 |
| 1905年（明治38年） | 2,389 |
| 1920年（大正 9年   | 2,399 |
| 1935年（昭和10年） | 2,798 |
| 1950年（昭和25年） | 4,622 |

### 世帯
総数 [単位： 世帯]
| 1920年（大正 9年） | 527 |
| 1935年（昭和10年） | 537 |
| 1950年（昭和25年） | 867 |

## 交通

### 鉄道
- 日本国有鉄道（ → 東日本旅客鉄道）
  - ■ 常磐線
    - 内原駅